# Igroservis Simferopol
Maillots
Le Futbolny Klub Ihroservis Simferopol (en ukrainien : Футбольний клуб ІгроСервіс Сімферополь), plus couramment abrégé en Ihroservis Simferopol, est un ancien club ukrainien de football fondé en 1925 puis disparu en 2016, et basé dans la ville de Simferopol.

## Historique
- 1936 : FK Dynamo Simferopol
- 2004 : FK Dynamo-IhroServis Simferopol
- 2007 : FK Ihroservis Simferopol

## Palmarès
| Compétitions nationales                                        |
| -------------------------------------------------------------- |
| - Championnat d'Ukraine D3 (1) : - Champion : 2003-04 (Gr. B). |

## Anciens logos

Dynamo-IhroServis (2004-2007)
Ihroservis (2007-2009)